# 田口玄一
田口 玄一（たぐち げんいち、1924年1月1日 - 2012年6月2日）は、日本の工学者。品質工学（タグチメソッド）の創始者。
タグチメソッドは1980年代のアメリカ合衆国の技術停滞打破に大きく貢献した。これにより「アメリカを蘇らせた男」と呼ばれ、日本人として3人目のアメリカの自動車殿堂入りを果たした。また、日本でも多くの支持者によって品質工学会が設置されており、2年間で200事例に適用し、100億円以上の効果があった企業もあると言われている。
青山学院大学教授、日本規格協会参与、品質工学フォーラム会長、株式会社オーケン社長を歴任。品質工学会名誉会長、理学博士（九州大学）。

## 業績・評価
田口は開発・設計工程に品質管理手法を取り入れるタグチメソッドを提唱し、トヨタ自動車、日産自動車、デンソー、フォード・モーターなどを指導した。1980年代前半までにアメリカで高い評価を受けた。
田口は直交表から線点図という概念を作り、一つの直交表から作られる線点図の作成と数え上げを証明した。統計学のように「ばらつき」を「偶然誤差」として理論立てることに真っ向から反対し、「ばらつき」を「必然誤差」としてロバストネスを設計する、そのための方法を打ち立ててきた。田口は、世界の統計学者たちと絶えず論争をしてきたにも関わらず、統計学出身の学者の集まり (ASQ) からも評価された。本当の意味でばらつきを実学に活かした人である。
統計学者との有名な論争を以下に引用する。統計学でしばしば用いられる線形回帰などの手法は、誤差分布を定義し、その分布に対する対応を考える方法である。
田口が出した有名な質問に、「誤差に分布が仮定できるならば、時計の誤差の分布はどうなるのか？」という問いがある。統計学者たちは、返答できなかった。時々刻々と値が変化する中で、分布を定義できないのである。
誤差が従う分布を正規分布と仮定する場合、平均と分散という2つのパラメータで分布を定義する。田口の方法は、平均ではなく理想の値を定義し、理想との差をばらつきとする。理想との差をばらつきの測度に用いるので、分布を定義する必要はない。
田口の方法によれば、分布を定義せずともばらつきに対して最小化する設計解は見出せる。両者の違いは、ガウスの最小二乗法における4つの仮定のうち、正規性の仮定は最も弱い条件であることと似ている。
田口の没後1周年を前にして、2013年5月13日に「田口玄一博士一周忌追悼シンポジウム」が開催された。応用統計学会の「統計科学からみたタグチメソッドの現在・過去・未来」（仮）の特集号の発行に向けた取り組みとして位置付けられ、長男の田口伸らが講演した。

## 教育
青山学院大学では、講義として統計解析、実験計画法、品質管理、経営数学を担当し、経営工学科で研究室を持っていた。学生との間に垣根を作らないことを重視し、研究室やゼミ生を年1回はそれぞれ自宅に招待し、食事会を催していた。
また、講義では学生自らが実践できるように留意しており、統計解析の講義では官能評価や身近なものの実験・評価を題材に、自由なテーマに基づく調査レポートを課していた。官能評価では『喫煙者と非喫煙者におけるビール銘柄識別能力の比較』『年齢性別の違いによる味覚の敏感さの測定』『和音の識別能力の調査』等が報告され、測定実験では『時報による時計の機能の評価法』『温度によるゴルフボールの飛距離の違いの実験』等が報告された。学生の調査事例の代表的なものは『実験計画法第三版』に掲載されている。

## 略歴
- 1924年1月1日 - 新潟県生まれ[注 4]。
- 1942年 - 桐生高等工業学校紡織別科卒業[2]
- 1942年 - 海軍水路部天文部
- 1946年 - 厚生省衛生統計課
- 1948年 - 文部省統計数理研究所
- 1950年 - 電電公社電気通信研究所（西堀特別研究室に配属）
- 1954年 - インド統計学研究所客員教授
- 1962年1月 - プリンストン大学大学院交換教授（8月帰国）
- 1962年3月 - 理学博士（九州大学）
- 1962年10月 - 電電公社退職

1965年からの講義準備をしつつ、日本規格協会、中部品質管理協会で活動。
- 1965年4月 - 青山学院大学理工学部教授（統計学、経営工学科担当）[14]
- 1980年 - サバティカル休暇で渡米、スタンフォード研究所、ゼロックス社、ベル研究所を訪問[15]
- 1981年 - ベル研究所、ゼロックス社を再訪[16]
- 1982年 - 日本規格協会参与
- 1983年 - American Supplier Institute（ASI）エグゼクティブ・ディレクター
- 1990年 - 株式会社オーケン副社長
- 1993年 - 品質工学フォーラム（現 品質工学会）会長
- 1994年 - 株式会社オーケン社長
- 2012年6月2日 - 心不全で死去[17]。

## 受賞・栄典
- 1954年 - 日経品質管理文献賞[注 5]
- 1957年 - 日経品質管理文献賞[注 6]
- 1960年 - デミング賞本賞
- 1986年 - 国際技術協会ロックウェルメダル
- 1986年 - 世界の科学技術の殿堂入り
- 1989年 - 藍綬褒章
- 1990年 - 英国貿易産業省 Honoured as a Quality Gurus
- 1995年 - 日本品質管理学会 名誉会員[18]
- 1996年 - 米国品質管理学会ASQC（後、米国品質学会ASQに改称）よりシューハート・メダル
- 1997年 - 米国自動車殿堂入り[2]
- 1998年[要出典] - 米国品質学会 (ASQ) 名誉会員[7]
- 1998年 - 米国機械学会 (ASME) 名誉会員[19]
- 1999年 - 品質工学会 名誉会長
- 2000年 - 20世紀の品質チャンピオン賞（スイス国選定）

## 著作

### 学位論文
- 田口玄一『Studies on mathematical statistics for quality control』九州大学〈博士論文〉、1962年3月。

### 論説集
- 矢野宏、中島建夫、吉澤正孝 編 編『田口玄一論説集 第1巻 - 管理と調節と検査、工程の設計、計測』日本規格協会、2011年2月。ISBN 9784542511361。
- 矢野宏、浜田和孝 編 編『田口玄一論説集 第3巻 - タグチメソッド、その誤解と真実 品質工学解題 技術開発のマネジメント』日本規格協会、2012年11月。ISBN 978-4542511385。
- 矢野宏、鴨下隆志、矢野耕也 編 編『田口玄一論説集 第4巻 - MTシステム、音響・通信と画像、人間の識別力とスポーツ』日本規格協会、2012年3月。ISBN 978-4542511392。

### 主著
- 『推計学による寿命実験と推定法』科学新興社、1952年。
- 『公差のきめ方: 組立品を中心として』日本規格協会、1956年。
- 『直交表と線点図』丸善、1962年。
- 『実験計画数値表』丸善、1962年。
- 『実験計画法 上』丸善、1962年。『【復刻版】実験計画法 上 第3版』2010年8月。ISBN 978-4621082805。
- 『実験計画法 下』丸善、1962年。『【復刻版】実験計画法 下 第3版』2010年8月。ISBN 978-4621082812。
- 『統計解析』丸善、1966年。
- 『計測技術のための実験計画法』コロナ社、1980年4月。ISBN 978-4339031058。
- 『管理者,スタッフのためのオフライン品質管理』中部品質管理協会、1981年10月。
- 『品質工学概論 : 設計者のための品質管理』中部品質管理協会、1985年7月。
- 『品質工学の数理』日本規格協会、1999年6月。ISBN 4542511189。
- 『タグチメソッドわが発想法: なぜ私がアメリカを蘇らせた男なのか』経済界、1999年11月。ISBN 4766781937。
- 『ロバスト設計のための機能性評価―効率的開発の方法』日本規格協会、2000年6月。ISBN 978-4542511224。
- 『研究開発の戦略 - 華麗なるタグチメソッドの真髄』日本規格協会、2005年6月。ISBN 978-4542511262。

### 共著
- 田口玄一、横山巽子 著『ビジネスデータの分析 - 手法と実例』丸善、1975年。
- 田口玄一、横山巽子 著『統計解析』日本規格協会〈経営工学シリーズ 5〉、1980年2月。ISBN 978-4542801059。
- 田口玄一、横山巽子 著『ベーシック オフライン品質工学』日本規格協会、2007年5月。ISBN 978-4542511286。
- 田口玄一、横山巽子 著『ベーシック品質工学へのとびら』日本規格協会、2007年9月。ISBN 978-4542511293。
- 田口玄一、横山巽子 著『ベーシック オンライン品質工学』日本規格協会、2009年9月。ISBN 978-4542511323。

### 洋書
- Genichi Taguchi (1992-8). Taguchi on Robust Technology Development: Bringing Quality Engineering Upstream. ASME Press. ISBN 978-0791800287
- Genichi Taguchi, Subir Chowdhury, Shin Taguchi (1999-10). Robust Engineering: Learn How to Boost Quality while Reducing Costs & Time to Market. McGraw-Hill Professional. ISBN 978-0071347822
- Genichi Taguchi, Subir Chowdhury, Yuin Wu (2000-8). The Mahalanobis-Taguchi System. McGraw Hill Professional. ISBN 978-0071362634
- Genichi Taguchi, Rajesh Jugulum (2002). The Mahalanobis-Taguchi Strategy : A Pattern Technology System. John Wiley & Sons. ISBN 978-0471023333
- Genichi Taguchi, Rajesh Jugulum, Shin  Taguchi (2004). Computer-Based Robust Engineering: Essential For DFSS. Amer Society for Quality. ISBN 978-0873896221
- Genichi Taguchi, Subir Chowdhury, Yuin Wu (2005). Taguchi's Quality Engineering Handbook. John Wiley. ISBN 978-0471413349

### 編集・監修
- 田口玄一 編 編『直交配列表とわりつけの型』1958年。
- 田口玄一 編 編『校正方式マニュアル - 技術者が正しく計測するための手引』日本規格協会〈JIS使い方シリーズ〉、1992年1月。ISBN 978-4542303621。
- 田口玄一 編著『確率・統計』日本規格協会〈経営工学シリーズ 4〉、1981年3月。
- 田口玄一 編 編『品質工学事例集 日本編一般』日本規格協会会〈品質工学講座 5〉、1988年1月。ISBN 978-4542511057。
- 田口玄一 編著『最適化設計のための評価技術 - 品質工学における規格化と世界への発信』日本規格協会、2000年9月。ISBN 978-4542511231。
- 田口玄一、矢野宏、ほか編著『逆説の技術戦略―タグチメソッドによるブレークスルー』日本規格協会、2002年11月。ISBN 978-4542511248。
- 田口玄一、兼高達貮 編 編『MTシステムにおける技術開発』日本規格協会〈品質工学応用講座〉、2002年6月。ISBN 978-4542511149。
- 田口玄一、矢野宏 編 編『コンピュータによる情報設計の技術開発―シミュレーションとMTシステム』日本規格協会〈品質工学応用講座〉、2004年6月。ISBN 978-4542511156。
- 田口玄一 監修、品質工学会 編 編『品質工学便覧』日刊工業新聞社、2007年10月。ISBN 9784526059506。

### 取材協力
2006年に、水路部で高度方位の計算に従事する女性と爆撃機操縦者の恋人を描いたプラネタリウム番組「戦場に輝くベガ～約束の星を見上げて」が公開された。水路部天文部に勤務経験のある田口も取材に協力しており、制作クレジット・協力一覧に名前を残している。